# HMS
HMS е съкращение от His/Her Majesty's Ship (на английски език: Кораб на Негово/Нейно Величество), което официално е част от името на всеки кораб от Британския кралски флот. За британските подводници същата абревиатура носи друго значение от английски: Her/His Majesty's Submarine – „Подводница на Нейно/Негово Величество“.
Изключение е за Яхтата на Нейно Величество „Британия“ (HMY).
| „     | Англичаните, с буквите HMS (кораб на негово величество) на шапките, се държат малко по-строго, но и имат нехаен вид, който съвършено ги отличава от нашите моряци и който ми изглежда странен. | “ |
| [ 1 ] | |   |

## Швеция
Във ВМС на Швеция същият префикс (HMS) идва от на шведски: Hans Majestäts Skepp или Hennes Majestäts Skepp. Той важи както за надводните, така и за подводните плавателни съдове.
Извън страната, корабите на ВМС на Щвеция понякога имат префикса HSwMS от английски: His/Her Swedish Majesty's Ship, Кораб на Негово/Нейно Шведско Величество, за да се избегне объркване с британския префикс HMS.

## Дания
Всички военни кораби на Кралските Датски ВМС носят префикс KDM от датски: Kongelige Danske Marine, който на английски език се превежда на HDMS (Her / His Danish Majesty's Ship – Кораб на Нейно/Негово Датско Величество).

## Норвегия
В Кралските ВМС на Норвегия корабите, от 1946 г., имат префикса KNM, (от норвежки: Kongelig Norske Marine) (Кралски военноморски сили). На английски език се използва префъксът HNoMS, от английски: His/Her Norwegian Majesty's Ship (Кораб на Негово/Нейно Величество). Плавателните съдове на бреговата отбрана имат префикс KV (от норвежки: KystVakt, Брегова отбрана), който на английски език е NoCGV от английски: Norwegian Coast Guard Vessel.

## Нидерландия
В Кралските военноморски сили на Нидерландия префиксът е „HNLMS“, който идва от английски: His/Her Netherlands Majesty's Ship (Кораб на Негово/Нейно Величество), който е международен. ВМС на Нидерландия използват за своите кораби префиксите „Zr.Ms.“ (от нидерландски: Zijner Majesteits), когато управлява крал, и „Hr.Ms.“ (от нидерландски: Harer Majesteits), когато управлява кралица. Смяната на префикса става автоматично при короноването на нов владетел.
Префиксите най-често в текстовете се оставят без превод (особено когато е необходимо да се подчертае националната принадлежност на плавателния съд) или се изпускат.
Също така се използват
- Канада: HMCS – (Her Majesty’s Canadian Ship) Канадски кораб на Нейно Величество
- Австралия: HMAS – (Her Majesty’s Australian Ship) На Нейно Величество Австралийски кораб
- Нова Зеландия: HMNZS – (Her Majesty’s New Zealand Ship) На Нейно Величество Новозеландски кораб
- Бахамски острови: HMBS – (Her Majesty’s Bahamian Ship) На Нейно Величество Бахамски кораб
- Барбадос: HMBaS – (Her Majesty’s Barbadian Ship) На Нейно Величество Барбадоски кораб
- Бермудски острови: HMBeS – (Her Majesty’s Bermudian Ship) На Нейно Величество Бермудски кораб
- Папуа Нова Гвинея: HMPNGS – (Her Majesty’s Papua New Guinean Ship) На Нейно Величество Папуа-Новогвинейски кораб
- Ямайка: HMJS – (Her Majesty’s Jamaican Ship) На Нейно Величество Ямайски кораб
- Тувалу: HMTS – (Her Majesty’s Tuvalu Surveillance Ship) На Нейно Величество кораб на Тувалу

По-рано са използвани:
- Великобритания За служба в колониите: HMCS – (Her Majesty’s Colonial Ship) На Нейно Величество Колониален кораб
  -  Австралия: CNS (Commonwealth Naval Ship) – Кораб от Флота на Съдружеството
    -  Виктория: HMVS – (Her Majesty’s Victorian Ship) На Нейно Величество кораб от щата Виктория
    -  Куинсланд: HMQS – (Her Majesty’s Queensland Ship) На Нейно Величество кораб от щата Куинсланд

  -  Бирма: HMBS – (Her Majesty’s Burmese Ship) На Нейно Величество Бирмански кораб
  -  ЮАР: HMSAS – (Her Majesty’s South African Ship) На Нейно Величество Южноафрикански кораб
  -  Индия: (Her Majesty’s Indian Ship) HMIS – На Нейно Величество Индийски кораб
  -  Цейлон: HMCyS – (His or Her Majesty’s Ceylon Ship) На Негово или Нейно Величество Цейлонски кораб
  -  Пакистан: HMPS – (His or Her Majesty’s Pakistani Ship) На Негово или Нейно Величество Пакистански кораб